# Браянн Перейра
Браянн Перейра (фр. Brayann Pereira, нар. 21 травня 2003, Сен-Кантен) — французький футболіст конголезько-ангольського походження, правий захисник.

## Клубна кар'єра
Перейра розпочав займатись футболом в 2012 році в клубі «Олімпік» з рідного міста Сен-Кантен. Влітку 2017 року перейшов до молодіжного складу «Ланса». У жовтні 2019 року Перейра підписав свій перший контракт з клубомЗ сезону 2020/21 став виступати за резервну команду клубу у Національному дивізіоні 2.
22 січня 2022 року в матчі проти «Марселя» (0:2) він дебютував у Лізі 1 2021/22, замінивши Гаеля Какуту на 83 хвилині матчу. Після ще одного матчу за першу команду до кінця сезону, він покинув «Ланс».

## Кар'єра у збірній
Виступав за юнацькі збірні Франції до 16, до 17 і до 19 років. З останньою з них брав участь у юнацькому чемпіонаті Європи 2022 року в Словаччині, дійшовши з командою до півфіналу, і був включений до символічної збірної турніру.

## Досягнення
Особисті
- Команда місяця Ередивізі: листопад 2024[8]